# Babe maialino coraggioso (romanzo)
Babe maialino coraggioso è un libro per bambini ambientato in un contesto rurale inglese,  pubblicato nel 1983 da Dick King-Smith e in seguito illustrato da Mary Rayner.(EN) 
Il libro tratta le vicende di un maialino parlante, che vive in una fattoria insieme ad altri animali parlanti.
L'adattamento cinematografico del libro risale al 1995.

## Trama

### L'incontro tra Babe e il signor Hogget
Il signor Hogget, un classico contadino dall'animo buono, si reca in paese per andare al mercato.
Lì vede un maialino rinchiuso in una gabbia, accanto alla quale è seduto il prete del paese. Il prete propone al signor Hogget una scommessa: per 50 centesimi il contadino può sollevare il maialino e provare ad indovinarne il peso, se questo si rivelasse corretto allora il maialino diventerebbe suo. Hogget accetta e solleva il maialino, il quale prova già affetto nei confronti del buon contadino, "28 libbre e un quarto!" dice il signor Hogget. Il peso si rivela esatto e il maialino diventa di proprietà del buon contadino.

### Una nuova famiglia
Portato nella fattoria, dove viene a conoscenza degli altri animali che vi vivono, Babe trova una mamma adottiva, il cane da pastore di razza collie Fly. Però il maialino è ancora all'oscuro del destino che lo attende: ingrassare e diventare la portata principale del pranzo di Natale della famiglia Hogget. Babe è ben presto attratto dalle pecore. Un giorno una pecora ammalata di nome Ma viene portata dal signor Hogget nella stalla dove vivono Babe e Fly per riposare e tornare in forze.

### Babe e la pecora Ma
Babe approfitta dell'occasione per stringere amicizia con la pecora che si trova a suo agio in compagnia del maialino. Poco tempo dopo Ma si riprende e può tornare a pascolare con le altre pecore, prima che se ne vada Babe le promette che un giorno sarebbe andato a trovarla nei pascoli.

### Babe e i ladri di pecore
Il signor Hogget e Fly sono andati via e in casa rimane solo la signora Hogget. Il maialino curioso e intraprendente coglie l'occasione e va a trovare la sua amica pecora.
Babe giunge al pascolo sulla collina e trova davanti a sé una scena che lo sorprende. Degli uomini con l'aiuto di alcuni cani tentano di caricare su un camion le pecore.
A questo punto il figlio adottivo di Fly prende il comando della situazione e mette in fuga i ladri di pecore e i loro cani. Tornato a casa il signor Hogget viene a conoscenza dei fatti e decide che il bel maialino rosa, ormai un eroe, verrà risparmiato dal suo destino.
Passano i giorni e Babe inizia a socializzare sempre più con le pecore e, chiedendo loro gentilmente di fare ciò che chiede, riesce a farsi obbedire dalla mandria.

### Maiale da pastore
Il signor Hogget nota l'attitudine di Babe a comandare le pecore, lo porta quindi ad assistere alla competizione regionale per cani da pastore.
Tornato a casa Babe inizia ad allenarsi insieme alla mamma Fly. Perde peso, mette su muscoli e diventa più veloce; ma la sua vera "forza" sta nello chiedere gentilmente alle pecore di ubbidirgli. Il signor Hogget permette al maialino di portare al pascolo le pecore insieme al collie. Grandi sono i progressi del porcellino.

### L'incomprensione
È una bella mattina e il cielo è terso. Babe esce dalla stalla e sentii le pecore urlare "Al lupo! Al lupo!". Il maialino si fionda a vedere che succede e vede che due grossi cani da pastore stanno seminando il panico tra il gregge. Babe, il maialino coraggioso mette in fuga i due cani cattivi e si dirige verso una pecora morsicata. Si tratta di Ma, la quale perde sangue a fiotti, Babe le lecca la ferita nel tentativo di fermare l'emorragia, ma la pecora non ce la fa. Nel frattempo anche il signor Hogget sente il chiasso e si dirige al pascolo.
Lì vede il maiale con la bocca sporca di sangue e la pecora morta. Ne nasce una incomprensione, che però si risolve quando il contadino apprende dalla polizia che nella zona vi erano dei cani da pastore che attaccavano le greggi.

### Babe e la gara
Non vi sono altri ostacoli sulla via per il successo e Babe, grazie alle sue capacità, riesce a vincere la competizione a livello nazionale per cani da pastore con un punteggio di 100 centesimi. Babe è il più bravo "cane" da pastore.
Il libro finisce con il signor Hogget che si complimenta col suo maialino da pastore.